# قائمة حلقات المونكيز

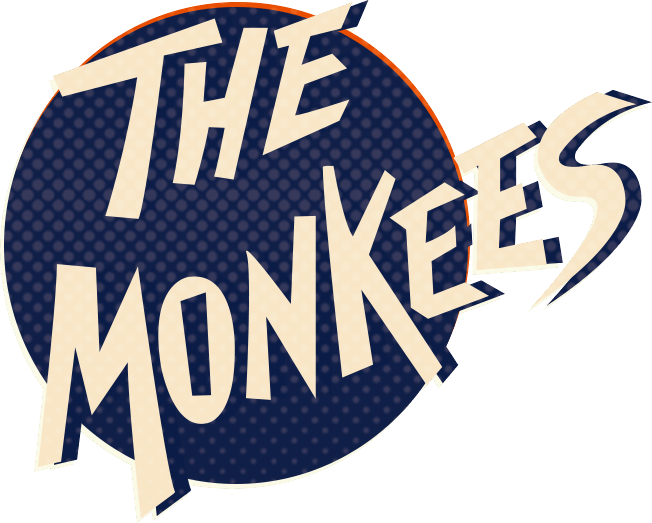
شارة المسلسل الأصلية

قائمة من حلقات المسلسل التلفزيوني المونكيز الذي بثت على شبكة إن بي سي من 1966 إلى 1968، في ليلة الاثنين في الساعة 7:30 مساءً.
الأغاني الأولى المذكورة هي من البث الأصلي لقناة إن بي سي. خلال صيف عام 1967، أعدت إن بي سي حلقات متعددة مع تنسيقات صوتية معدلة للترويج لألبوم المونكيز هيدكواترز "Headquarters" والأغاني المنفردة التي تم إصدارها في الصيف. ثم، بين عامي 1969 و 1973، أعادت سي بي سي (و ايه بي سي لاحقًا) حلقاتها صباح يوم السبت، تم تعديل المقاطع الصوتية مرة أخرى لترويج لألبومات "The Monkees Present and Changes".

## نظرة عامة
| الموسم | الموسم | عدد الحلقات | تاريخ البث الأصلي  | تاريخ البث الأصلي  |
| الموسم | الموسم | عدد الحلقات | تاريخ بداية الموسم | تاريخ نهاية الموسم |
| ------ | ------ | ----------- | ------------------ | ------------------ |
|        | 1      | 32          | 12 سبتمبر 1966     | 11 سبتمبر 1967     |
|        | 2      | 26          | 18 سبتمبر 1968     | 25 مارس 1968       |

## الحلقات

### الموسم الأول (1966-1967)
تم عرض المسلسل لأول مرة في 12 سبتمبر 1966 في ليلة الاثنين في تمام الساعة 7:30 مساءً بتوقيت المنطقة الشرقية الزمنية، تسبق مسلسلآي دريم أوف جيني. تم عرض عدد قليل من الحلقات من ترتيب زمني خلال وقت تصويرها، كما هو واضح في الحلقة 8، «لا تنظر إلى هدية حصان في الفم»، وحلقة الأداء الحلقة 10 .

بعض الإصدارات المتزامنة من الحلقات تم اعتماد نسخة الموسم الثاني من الافتتاحية بدلاً من النسخة الأصلية للموسم الأول.
| رقم الحلقة | عنوان الحلقة                               | إخراج         | تاريخ البث الأصلي |
| --- | ------------------------------------------ | ------------- | ----------------- |
| 1 | «توهج ملكي»                                | جيمس فراولي   | 12 سبتمبر 1966    |
| ينقذ المونكيز الأميرة بيتينا ، دوقة هارمونيكا (كاثرين والش) من عمها الشرير الأرشيدوق أوتو (ثيودور ماركوز). |                                            |               |                   |
| 2 | «مونكي يرى ، مونكي يموت»                   | جيمس فراولي   | 19 سبتمبر 1966    |
| يقضي المونكيز الليل في منزل مسكون لجمع الميراث . |                                            |               |                   |
| 3 | «مونكي ضد آله»                             | بوب رافيلسون  | 26 سبتمبر 1966    |
| في مصنع ألعاب الكمبيوتر ، يحبط المونكيز عند معرفتهم أن خبير الكفاءة (ستان فيربيرغ) يريد أن يحل محل صانع الألعاب القديم (والتر جانوفتيز) جهاز كومبيوتر بدلاً منه .                                                              |                                            |               |                   |
| 4 | «جيرانكم الودودون خاطفون»                  | جيمس فراولي   | 3 أكتوبر 1966     |
| رجل مشبوه للعلاقات العامة (اندريه فيليب) يخطف المونكيز لمنعهم من الفوز في مسابقة المواهب لجعل فرقته تفوز . |                                            |               |                   |
| 5 | «الجاسوس الذي جاء من الهدوء»               | بوب رافيلسون  | 10 أكتوبر 1966    |
| تجند وكالة المخابرات المركزية المونكيز للاستيلاء على جواسيس أجانب (جاك أوبوشون ، ارلين مارتل)، بوريس و مدام ، بعد أن يشتري دايفي دون قصد زوج من الماراكس الحمراء مع مايكروفيلم مخفي بداخله .                                  |                                            |               |                   |
| 6 | «قصة نجاح»                                 | جيمس فراولي   | 17 أكتوبر 1966    |
| يزور جد دايفي (بين رايت) حفيده، ويحاول المونكيز إقناعه بأن حفيده ثري وناجح . |                                            |               |                   |
| 7 | «مونكيز في مدينة أشباح»                    | جيمس فراولي   | 24 أكتوبر 1966    |
| تنفد سيارة مونكي موبايل من الغاز في مدينة أشباح، حيث يتم حبس الأولاد من قبل اثنين من أفراد العصابة (لين ليستر ‏ ، لون تشاني جونيور)، جورج و ليني، في انتظار وصول "الرجل الكبير"(روز ماري) .                                    |                                            |               |                   |
| 8 | «لا تنظر إلى هدية حصان في الفم»            | بوب رافيلسون  | 7 نوفمبر 1966     |
| لا يسمح مالك المنزل بابيت (هنري كوردن) بإمتلاك حيوانات أليفة في شقة المونكيز. ويؤدي إلى مضاعفة المشكلة عندما يراقب دايفي حصانًا لطفل (كيري ماكلين). يتذوق المونكيز أعمال المزرعة عندما يحاولون إعادة الحصان لوالده (جيم بولز). |                                            |               |                   |
| 9 | «الوصي»                                    | بروس كيسلر    | 31 أكتوبر 1966    |
| يقع دايفي بحب ابنة الجنرال المتقاعد هارلي فاندنبرغ (آرش جونسون) ليزلي (شيرى ألبروني) ويتنكر ميكي إلى في الحفلة كوصية بعد أن ثملت الوصية الحقيقية (ديانا تشيسني).                                                              |                                            |               |                   |
| 10 | «ها قد جاء المونكيز (تجريبي)»              | مايك إليوت    | 14 نوفمبر 1966    |
| يؤدي المونكيز في حفلة عيد ميلاد الـ16 لفتاة ويساعدون فتاة العيد (روبن ميلان) بدراستها بعد أن وقعت بحب دايفي . |                                            |               |                   |
| 11 | «مونكيز في المطعم»                         | جيمس فراولي   | 21 نوفمبر 1966    |
| يشكل المونكيز عصابة الزهرة الأورجوانية لإنقاذ مطعمهم الإيطالي المفضل من العصابات (هارفي ليمبيك ‏). |                                            |               |                   |
| 12 | «لدي أغنية صغيرة هنا»                      | بروس كيلسر    | 28 نوفمبر 1966    |
| يحبط مايك من قبل ناشر موسيقي مخادع (فيل ليدز ‏) ، لكن ميكي يتنكر كمنتج هوليوود لاستعادة أموال مايك . |                                            |               |                   |
| 13 | «رجل واحد خجول» "بيتر و مجهولة"            | جيمس فراولي   | 5 ديسمبر 1966     |
| يحاول بيتر الفوز بقلب المغنية الجميلة فاليري كارترايت (ليزا جيمس) أثناء تعاملها مع صديقها المتغطرس روني فارنسورث (جورج فورث) .                                                                                                |                                            |               |                   |
| 14 | «أرقص ، مونكي ، أرقص»                      | جيمس فراولي   | 12 ديسمبر 1966    |
| يشترك المونكيز في دروس الرقص ، ثم يكتشفون أن عقدهم مدى الحياة (هال مارس). |                                            |               |                   |
| 15 | «الكثير من الفتيات» "دايفي و فيرن"         | جيمس فراولي   | 19 ديسمبر 1966    |
| تحاول أم مخادعة (ريتا شاو) أن تستخدم دايفي لترقية مهنة ابنتها فيرن (كيلي جين بيترس) . |                                            |               |                   |
| 16 | «ابن الغجر»                                | جيمس فراولي   | 26 ديسمبر 1966    |
| تضطر عصابة من الغجر بقيادة ماريا القوية (جين أرنولد ‏) إلى إجبار المونيكز على سرقة تمثال صغير لا يقدر بثمن يسمى "النسر المالطي" .                                                                                              |                                            |               |                   |
| 17 | «قضية المونكي المفقزد»                     | بوب رافيلسون  | 9 يناير 1967      |
| يتم إختطاف بيتر من قبل عالم صواريخ (نوربرت شيلر). |                                            |               |                   |
| 18 | «كنت وحشاً في سن المراهقة»                  | سيدني ميلر    | 16 يناير 1967     |
| عالم مجنون (جون هويت) يستأجر المونكيز لتعليم الموسيقى لوحشه (ريتشارد كيل) ، ثم يزرع موهبتهم الموسيقية في دماغ الوحش . |                                            |               |                   |
| 19 | «أعثر على المونكيز» "الأداء"               | ريتشارد نونيس | 23 يناير 1967     |
| عندما يسمع منتج تلفزيوني هوبيل بنسون (كارل بالانتاين) شريطاً للمونكيز ، يقوم بشكل مجنون بإجراء اختبارات على أمل العثور عليهم في برنامجه التلفزيوني الجديد ، غير مدرك أنهم يحاولون يائسًا إجراء الاختبار له .                    |                                            |               |                   |
| 20 | «مونكيز في الحلبة»                         | جيمس فراولي   | 30 يناير 1967     |
| يقوم المروج المعزّز (نيد جلاس) للاستفادة من رهان كبير بجعل دايفي طُعم في مباراة مع البطل. |                                            |               |                   |
| 21 | «الأمير والفقراء»                          | جيمس فراولي   | 6 فبراير 1967     |
| يلتقي دايفي بشبيهه الأمير البيروفي الخجول والذي يجب عليه اما الفوز في قلب ويندي فورسث (هيثر نورث) أو التنازل عن عرشه للشرير كونت مايرون (أوسكار بيرجي ، الابن).                                                               |                                            |               |                   |
| 22 | «مونكيز في السيرك»                         | بروس كيسلر    | 13 فبراير 1967    |
| لإنقاذ السيرك من الافلاس ، يتنكر المونكيز كفريق من الفنانين الساميين البارزين من فرنسا المعروفين باسم "الأخوان موزاريلي" ، لكنهم يواجهون المتاعب عندما يتطلب مظهرهم أداءً فعليًا .                                              |                                            |               |                   |
| 23 | «الكابتن تمساح»                            | جيمس فراولي   | 20 فبراير 1967    |
| يظهر المونكيز في عرض أطفال شهير ويتم تخريب العرض من قبل مضيفه (جوي فورمان) ، الذي يخشى من أن شعبية المونكيز ستدمر برنامجه .                                                                                                   |                                            |               |                   |
| 24 | «أزياء المونكيز»                           | أليكس سنجر    | 27 فبراير 1967    |
| يتم اختيار المونكيز كـ "شباب أمريكيين نموذجيين للسنة" ، من قبل مجلة للفتيات، و تدير الناشرة المتغطرسة مقالاً زائفًا عن المجموعة تمزجها في صورة زائفة عن الشباب الأبرياء.                                                        |                                            |               |                   |
| 25 | «إلياس ميكي دولنز»                         | بروس كيسلر    | 6 مارس 1967       |
| يذهب ميكي متخفيًا متظاهرًا بأنه زعيم عصابة إجرامي مسجون (والذي يحمل تشابهًا لرئيس العصابة) حتى تتمكن الشرطة من القبض على بقية عصابته .                                                                                           |                                            |               |                   |
| 26 | «قائمة طعام مونكي»                         | جيمس فراولي   | 13 مارس 1967      |
| يجد بيتر رسالة سرية في كعكة الحظ في المطعم الصيني ، مما أضطر "المونكي مين" دايفي و مايك لإنقاذه من رجل التنين الشرير (جوي فورمان).                                                                                            |                                            |               |                   |
| 27 | «مونكي الأم»                               | جيمس فراولي   | 20 مارس 1967      |
| أرملة في منتصف العمر ميلي (روز ماري) تنتقل مع المونكيز كمستأجرة جديدة ، مما أدى إلى محاولة الأولاد للعثور على زوج لها . |                                            |               |                   |
| 28 | «المونكيز على خط الهاتف»                   | جيمس فراولي   | 27 مارس 1967      |
| يتم توظيف المونكيز في خدمة الرد على المكالمات الهاتفية ، وسرعان ما انغمست عمليات الخط ، والأسلاك المتقاطعة التي أدت إلى مشكلة من قبل مراهن خطير (ميلتون فروم).                                                                |                                            |               |                   |
| 29 | «المونكيز يزدادون قذارة»                   | جيرالد شيبرد  | 3 أبريل 1967      |
| تتوتر صداقة المونكيز بعد أن وقعوا جميعهم في حب نفس الفتاة (جولي نيومار) ، أبريل كونكويست ، والتي تعمل في المغسلة المحلية. |                                            |               |                   |
| 30 | «مونكيز في طراز مناهتن» "مونكيز في منهاتن" | روس مايبيري   | 10 أبريل 1967     |
| في مدينة نيويورك ، يقاوم المونكيز مدير الفندق الغاضب (فيليب أوبر) حيث يساعدون المنتج (ريتشارد أندرز) في الحصول على دعم موسيقى في برودواي.                                                                                     |                                            |               |                   |
| 31 | «المونكيز في لأفلام»                       | روس مايبيري   | 17 أبريل 1967     |
| يطلب من المونكيز الظهور كإضافات في فيلم الشاطئ الجديد ، ولكن سرعان ما سيغضب نجم الفيلم المغرور (بوبي شيرمان) بعد تخليه خلال الإنتاج.                                                                                          |                                            |               |                   |
| 32 | «المونكيز في جولة»                         | بوب رافيلسون  | 24 أبريل 1967     |
| فيلم وثائقي قصير يصور حفلة موسيقية مباشرة للمونكيز في فينيكس ، أريزونا في أول جولة علنية . |                                            |               |                   |

### الموسم الثاني (1967-1968)
تم بث المسلسل في ليالي الإثنين. اما بالنسبة إلى الشارة الختامية فقد تم استبدال أغنية شارة المونكيز "Monkees Theme" خلال هذا الموسم الثاني إلى أغنية بحق بيت "For Pete's Sake" من ألبومهم هيدكواترز "Headquarters".

## حلقات لم تنتج
- "Monkees Toy Around" (كتبت بواسطة كوسلو جونسون؛ موعد المشروع: 27 فبراير، 1967)

## الفيلم
كما قام المونكيز بتصوير فيلم اسمه رأس "HEAD" الذي بدأ إنتاجه في أوائل عام 1968، وتم إصداره في المسارح في نوفمبر من قبل استوديو مونكيز الرئيسي في كولومبيا بيكتشرز، بعد أن تم إلغاء برنامجهم التلفزيوني. شارك في كتابة جاك نيكلسون والذي كان غير معروفاً إلى حد كبير آنذاك. تضمن الفيلم ستة أغاني جديدة، لكن تم ترويجها بشكل سيئ ولم يتم تلقيها بشكل جيد من قبل الجمهور (حيث أن الفيلم كان كئيباً ومظلماً إلى حد كبير وأكثر نضجاً من مسلسلهم التلفزيوني) كما صرح النقاد المعاصرين. في العقود التي تلت منذ ذلك الحين، أصبح نوعًا ما كطائفة كلاسيكية؛ بعض أغاني الفيلم أصبحت الآن جزءًا من قائمة موسيقى المونكيزالحالية.

## بعد المسلسل التلفزيوني
تم إلغاء المسلسل التلفزيوني للمونكيز بعد موسمه الثاني. كانت المجموعة تأمل أن تأخذ العرض التلفزيوني في اتجاهات مختلفة (مما يجعلها أشبه بعرض متنوع مدته ساعة مع الرسومات الكوميدية والضيوف الموسيقيين) بينما أرادت شبكة إن بي سي أن يبقى البرنامج على حاله. حتى قرر كلا الطرفين أن يتم إلغائه. بعد إلغاء المسلسل، تعاقدت إن بي سي مع المونكيز لإنشاء وبث ثلاث عروض تلفزيونية أطول.
استمر كل من نسميث ودولنز وتورك في إجراء مقابلات تلفزيونية عرضية حتى يومنا هذا. ظهر الثلاثي معاً في مقابلة مع أنتوني مايسون من شبكة سي بي إس نيوز سنداي مورنينغ ‏ في مايو 2016، بمناسبة الذكرى السنوية الخمسين لتأسيس الفرقة.